# Aleksander Vamos
Aleksander Vamos, Sandor Vamos – sierżant Polskich Sił Zbrojnych.

## Życiorys
Urodził się w Brazylii jako syn Węgra i Polki. W okresie II Rzeczypospolitej przez 10 lat mieszkał we Lwowie przy ulicy Zielonej, gdzie ukończył gimnazjum oraz przez dwa lata studiował na Uniwersytecie Jana Kazimierza we Lwowie.
Po wybuchu II wojny światowej przedostał się na Bliski Wschód i został żołnierzem Samodzielnej Brygady Strzelców Karpackich. Uczestniczył w bitwie o Tobruk. Został awansowany na stopień sierżanta. Później w szeregach 2 Korpusu brał udział w kampanii włoskiej.
W latach 70. pracował w recepcji „Arrecife Gran Hotel” w Lanzarote na Wyspach Kanaryjskich. Był żonaty z Polką. Porozumiewał się w języku polskim. Został członkiem emigracyjnego Koła Lwowian.

## Ordery i odznaczenia
- Krzyż Walecznych – trzykrotnie[1]
- Krzyż Wojenny – Francja[1]
- odznaczenia brytyjskie[1]